# Hina (božica)
Hina/Sina je božica koju su štovali narodi diljem Polinezije. Najpoznatiji mitovi o ovoj božici dolaze iz maorske i havajske mitologije. 

## Havaji
U mitologiji starih Havajaca, božica Hina opisana je kao iznimno lijepo i inteligentno biće, koje se pojavljuje u mnoštvu oblika. Ona je često smatrana božanstvom Mjeseca. Smrtni poglavica Aikanaka ju je oženio te mu je rodila dvojicu sinova. Također, Hina je imala seksualnu uniju s bogom neba, čije je ime Wakea.
Po Hini je bila nazvana poglavarica Hina-au-kekele, gospa Velikog otoka.